# Čich

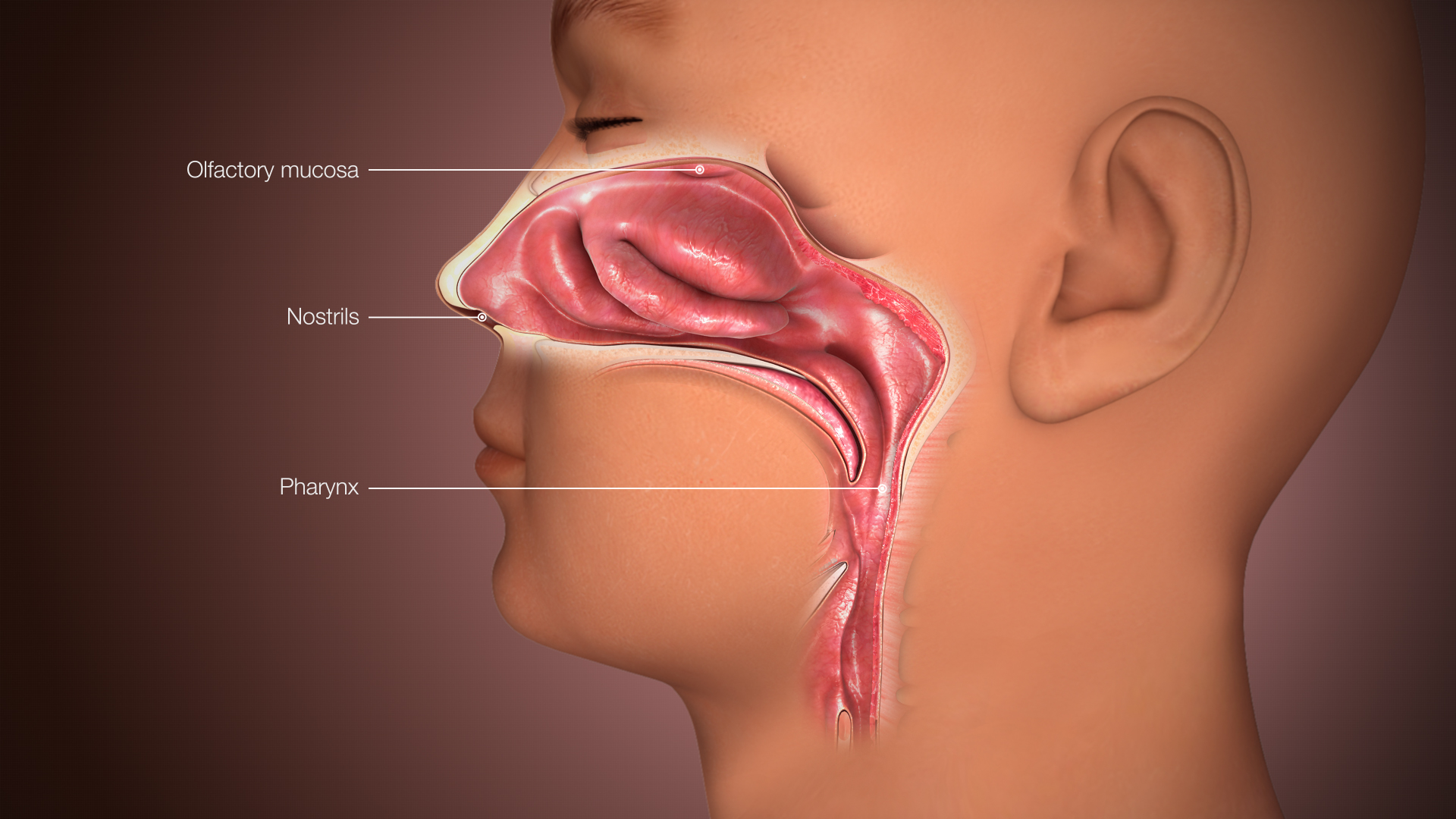
Čich a nosní dutina

Čich je jeden ze smyslů. Je to schopnost vnímat chemikálie rozpuštěné ve vzduchu nebo ve vodě (obvykle ve velmi nízkých koncentracích). Tento vjem se pak označuje jako vůně. Čich velmi úzce souvisí s chutí, i jejich receptory jsou si podobné, u nižších živočichů tyto orgány zcela splývají.[zdroj⁠?!] U suchozemských živočichů se liší především ve skupenství sledované látky – chutí se zkoumají látky rozpuštěné ve slinách (u vodních jako například ryb i ve vodě), čichem látky rozptýlené ve vzduchu (u vodních jako například ryb i vodě); a ve vzdálenosti – chuť je spíše smyslem kontaktním, čich dálkovým (u ryb opět i na omezenou vzdálenost). U rozlišování hrají roli i charakteristické vibrace molekul.

## Čich u živočichů
Citlivost čichu je u různých druhů živočichů dosti rozdílná. Velmi dobrý čich mají motýli, žraloci a šelmy – psi mají možná nejostřejší čich ze všech živočichů. Slouží jim k orientaci v prostoru, navigaci, rozpoznání teritoria, vystopování nepřítele, nalezení kořisti i vyhledání partnera.
Naopak primáti, včetně člověka, mají čich poměrně slabý, u velryb čichový orgán zcela chybí.
U savců je čichovým receptorem nažloutlá a bohatě prokrvená sliznice, v níž jsou uložena nervová zakončení (čichové buňky). Do této sliznice ústí velké množství hlenových žlázek, které ji udržují stále vlhkou. Během dýchání prochází vzduch přes čichové buňky, které reagují na molekuly látek rozpuštěných ve vzduchu. Vzruchy z nich jsou vedeny do mozku, kde vzniká čichový vjem.

### Lidský čich
Povrch čichové sliznice u člověka je pouze asi 4 cm², kdežto u psa dosahuje velikosti i 150 cm². Čichová sliznice se nachází v horní třetině nosní přepážky, části horní skořepy a stropu nosní dutiny. Vlastními receptory čichu jsou bipolární neurony. Informace odvádí I. hlavový nerv (nervus olfactorius). Čich má schopnost adaptace. Lidský čich je velmi citlivý na thioly přidávané do zemního plynu.
Citlivost čichu se u různých lidí liší. Obecně mají ženy citlivější čich než muži, ale tato citlivost kolísá v závislosti na menstruačním cyklu. Jednotlivé pachy jsou lidmi vnímány pozitivně nebo negativně, přičemž toto posuzování je dosti podobné u všech lidí na světě, přestože některé kulturní rozdíly v estetice čichu existují. Člověk rozliší zhruba 5000 vůní. Lovci a sběrači rozlišují vůně velmi dobře, ale mají na to svůj systém podobný kategorizaci barev.
Postižení, při němž člověk ztratí čich, se označuje jako anosmie. Dochází k ní např. po zranění hlavy, v důsledku virózy nebo vlivem působení toxických látek.

## V populární kultuře
Německý spisovatel Patrick Süskind napsal fantastický román Parfém, který vypráví o člověku, nadaném absolutním čichem. Román byl i s úspěchem zfilmován.